# Frankrijk op het Eurovisiesongfestival 1985
Frankrijk deed in 1986 voor de achtentwintigste keer mee aan het Eurovisiesongfestival. In de Zweedse stad Göteborg werd het land op 4 mei vertegenwoordigd door Roger Bens met het lied "Femme dans des rêves aussi". Ze eindigden met 56 punten op de 10de plaats.

## Nationale voorselectie
De nationale finale werd gehouden op 31 maart 1985 en werd gepresenteerd door Patrice Laffont en Catherine Ceylac. In totaal deden 14 liedjes mee aan deze nationale finale.
De winnaar werd gekozen door middel van mensen die opgebeld werden en hen gevraagd werd om de liedjes te beoordelen.
| Volgorde | Artiest            | Lied                              | Punten | Plaats |
| -------- | ------------------ | --------------------------------- | ------ | ------ |
| 1        | Les Jumelles       | "Notre Symphonie"                 | 30     | 11     |
| 2        | Roger Bens         | "Femme dans ses rêves aussi"      | 215    | 1      |
| 3        | Lucille Marciano   | "Pour ne pas oublier les hommes"  | 52     | 9      |
| 4        | Julia Romagne      | "Dolly"                           | 80     | 6      |
| 5        | Florence Minet     | "Le cœur made in amour"           | 99     | 4      |
| 6        | Florence Allora    | "C'est un sorcier"                | 63     | 8      |
| 7        | Pascal Renard      | "Mary Jackson"                    | 22     | 12     |
| 8        | Sarah d'Armento    | "Zoom avant"                      | 10     | 14     |
| 9        | Henri de Vézins    | "Amour non-stop"                  | 17     | 13     |
| 10       | 3+1                | "Paris la France"                 | 76     | 7      |
| 11       | Betty Dian         | "Le jour où tu reviendras"        | 121    | 2      |
| 12       | Françoise Robert   | "Only you, que vous"              | 103    | 3      |
| 13       | Irka & Denis Pépin | "Quelque chose me dit"            | 89     | 5      |
| 14       | Nadine Séra        | "Un autre jour, une autre chance" | 39     | 10     |

## In Göteborg
In Zweden moest Frankrijk optreden als 6de, net na Spanje en voor Turkije. Op het einde van de puntentelling werd duidelijk dat Frankrijk de 10de plaats had gegrepen met 56 punten.
Men ontving 1 keer het maximum van de punten.

### Gekregen punten
Van België ontving het geen punten.

#### Finale
| 12 punten     | 10 punten              | 8 punten                                     | 7 punten              | 6 punten  |
| ------------- | ---------------------- | -------------------------------------------- | --------------------- | --------- |
| - Griekenland | - Italië               |                                              |                       | - Zweden  |
| 5 punten      | 4 punten               | 3 punten                                     | 2 punten              | 1 punt    |
| - Finland     | - Cyprus - Zwitserland | - Israël - Luxemburg - Oostenrijk - Portugal | - Verenigd Koninkrijk | - Turkije |

### Punten gegeven door Frankrijk

#### Finale
Punten gegeven in de finale:
| 12 punten | Israël              |
| 10 punten | Denemarken          |
| 8 punten  | Duitsland           |
| 7 punten  | Zweden              |
| 6 punten  | Verenigd Koninkrijk |
| 5 punten  | Italië              |
| 4 punten  | Luxemburg           |
| 3 punten  | Ierland             |
| 2 punten  | Noorwegen           |
| 1 punt    | Oostenrijk          |